# 仙台市立市名坂小学校
仙台市立市名坂小学校（せんだいしりつ いちなざかしょうがっこう）は、宮城県仙台市泉区市名坂字高玉にある公立小学校。仙台市立の小学校としては123番目に設立された。通称は「市小」（いちしょう）。
2004年4月1日に仙台市立七北田小学校から分離・開校した。

## 沿革
- 2004年（平成16年）
  - 2月 - 校舎竣工[1]。
  - 4月1日 - 開校。
- 2008年（平成20年）9月 - 庭園工事（学校の森づくり整備工事）完成[2]。

## 教育目標
- 未来を生きぬく 心豊かでたくましい 子供の育成

## 校歌
「はばたこう未来へ」
- 作詞 - 富田博
- 作曲 - 大泉勉

## 校長
庄子茂

## 所在地
- 宮城県仙台市泉区市名坂字高玉1番地
  - 1984年まで当地には宮城県運転免許センターが所在し、その後は宮城県警察の交通機動隊や宿舎が置かれていた。

## 学区
出典
- 泉中央1丁目（1番、2番、8～12番、23～33番、40～50番、51番の一部）
- 泉中央4丁目（1番、2番、11～29番）
- 高玉町
- 友愛町
- 市名坂（字石止、字御釜田、字沖、字鹿島、字黒木川原、字小柳、字善正寺、字高玉、字高玉川原、字塚田、字堂林、字中川原、字中原、字中道、楢町、字西裏、字野蔵、字野添、字萩清水（1番と2番を除く）、字原田、字東裏、字古川、字前沖、字町、字万吉前、字南前、字明神、字柳清水、字山岸）
- 七北田（字赤生津、字欠下、字堰、字古川、字柳）

## 進学先中学校
出典
- 仙台市立七北田中学校

## 周辺
- 仙台市市名坂児童館 - 同一敷地内。
- 社会福祉法人柏松会泉すぎのこ保育園 - 敷地が隣接、かつ進学前保育園のひとつ。
- 高玉南公園 - 仙台市道をはさんで、一部敷地が記載。
- アイスリンク仙台 - 仙台市道をはさんで、敷地が隣接。
  - JOYFiT24仙台泉
- ミーファフットボールパーク仙台
- 仙台徳洲会病院
- パークシティ泉中央
  - 「パークシティ泉中央」以外のマンション・アパートなども点在。
- 七北田川
- また、カインズ仙台泉店などの商業施設も点在。

## アクセス
- 宮城交通バス「松陵ニュータウン線」・「鶴が丘NT線」・「鶴が丘松陵線」で、「高玉町公園前」停留所より、
  - 1番のりば（鶴が丘ニュータウン・松陵ニュータウン入口・松陵中学校前・松陵二丁目方面行）から、徒歩約200m・約3分。
  - 2番のりば（泉中央駅・八乙女駅・仙台駅方面行）から、徒歩190m・約3分。